# DDR-Meisterschaften im Schwimmen 1987

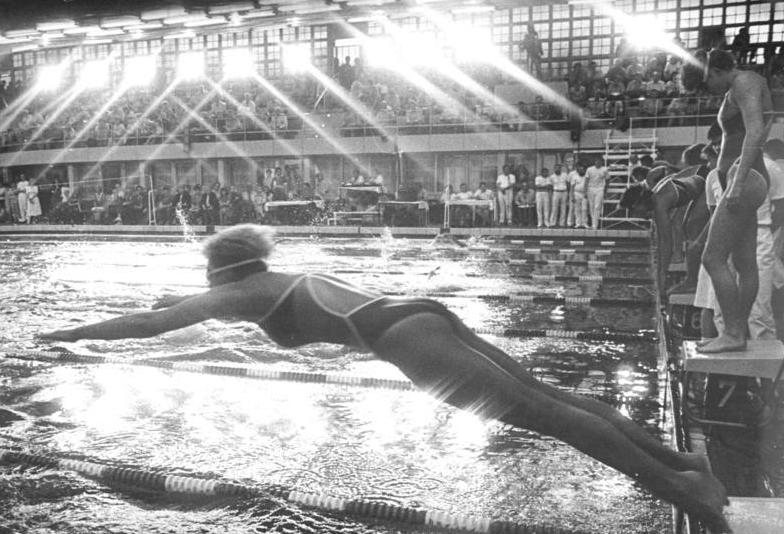
Austragungsort der DDR-Meisterschaften im Schwimmen 1987

Die DDR-Meisterschaften im Schwimmen wurden 1987 zum 38. Mal ausgetragen und fanden vom 16. bis 21. Juni in der Erfurter Schwimmhalle Süd statt, bei denen auf 32 Strecken (16 Herren/16 Damen) die Meister ermittelt wurden. Der Wettkampf diente gleichzeitig als Qualifikationswettkampf für die Europameisterschaften 1987 in Straßburg. Mit zehn Titeln war der SC Dynamo Berlin die erfolgreichste Mannschaft und stellte mit Sven Lodziewski, der genauso wie Silke Hörner vom SC DHfK Leipzig drei Titel gewann, den erfolgreichsten Sportler dieser Meisterschaft.
Sportliche Höhepunkte der Meisterschaft waren die DDR-Rekorde für Klubstaffeln, aufgestellt von der Herrenstaffel des SC Dynamo Berlin über 4 × 100 Meter Lagen und der Damenstaffel des SC Dynamo Berlin über 4 × 100 Meter Freistil.

## Herren
| Wettbewerb          | Gold                                                                              | Gold         | Silber                                                                        | Silber       | Bronze                                                            | Bronze       |
| 050 m Freistil      | Olaf Ahlers SC Empor Rostock                                                      | 22,96 s      | Jörg Woithe SC Dynamo Berlin                                                  | 23,06 s      | Sven Lodziewski SC Dynamo Berlin                                  | 23,32 s      |
| 100 m Freistil      | Dirk Richter SC Einheit Dresden                                                   | 50,41 s      | Matthias Lutze SC Dynamo Berlin                                               | 51,19 s      | Sven Lodziewski SC Dynamo Berlin                                  | 51,27 s      |
| 200 m Freistil      | Sven Lodziewski SC Dynamo Berlin                                                  | 1:49,27 min  | Thomas Flemming SC Karl-Marx-Stadt                                            | 1:50,48 min  | Lars Hinneburg SC Dynamo Berlin                                   | 1:51,15 min  |
| 400 m Freistil      | Uwe Daßler ASK Vorwärts Potsdam                                                   | 3:52,26 min  | Sven Lodziewski SC Dynamo Berlin                                              | 3:53,33 min  | Steffen Ließ SC Chemie Halle                                      | 3:53,86 min  |
| 1500 m Freistil0    | Uwe Daßler ASK Vorwärts Potsdam                                                   | 15:20,90 min | Jörg Hoffmann ASK Vorwärts Potsdam                                            | 15:24,06 min | Sven Lodziewski SC Dynamo Berlin                                  | 15:36,64 min |
| 100 m Brust         | Christian Poswiat SC Dynamo Berlin                                                | 1:05,02 min  | Ralf Buttgereit SC Dynamo Berlin                                              | 1:05,64 min  | Ralph Färber SC DHfK Leipzig                                      | 1:05,92 min  |
| 200 m Brust         | Ralf Buttgereit SC Dynamo Berlin                                                  | 2:21,70 min  | Mirko Erdmann ASK Vorwärts Potsdam                                            | 2:22,78 min  | Christian Poswiat SC Dynamo Berlin                                | 2:22,82 min  |
| 100 m Schmetterling | Thomas Dreßler SC DHfK Leipzig                                                    | 54,54 s      | Uwe Schnabel SC DHfK Leipzig                                                  | 55,23 s      | Thilo Haase TSC Berlin                                            | 56,00 s      |
| 200 m Schmetterling | Thomas Dreßler SC DHfK Leipzig                                                    | 2:02,05 min  | Christian Geßner SC Turbine Erfurt                                            | 2:03,99 min  | Umlauft SC Dynamo Berlin                                          | 2:04,13 min  |
| 100 m Rücken        | Dirk Richter SC Einheit Dresden                                                   | 56,99 s      | Frank Baltrusch SC Magdeburg                                                  | 57,22 s      | Torsten Kaiser SC Einheit Dresden                                 | 57,71 s      |
| 200 m Rücken        | Frank Baltrusch SC Magdeburg                                                      | 2:02,28 min  | Patrick Kühl ASK Vorwärts Potsdam                                             | 2:04,50 min  | Michael Marcinkowski SC Dynamo Berlin                             | 2:05,06 min  |
| 200 m Lagen         | Raik Hannemann SC Dynamo Berlin                                                   | 2:02,80 min  | Patrick Kühl ASK Vorwärts Potsdam                                             | 2:05,14 min  | Christian Geßner SC Turbine Erfurt                                | 2:05,43 min  |
| 400 m Lagen         | Patrick Kühl ASK Vorwärts Potsdam                                                 | 4:20,37 min  | Christian Geßner SC Turbine Erfurt                                            | 4:22,46 min  | Raik Hannemann SC Dynamo Berlin                                   | 4:26,65 min  |
| 4 × 100 m Freistil  | SC Dynamo Berlin I Sven Lodziewski Matthias Lutze Jan Hensler Silko Günzel        | 3:26,24 min  | SC Dynamo Berlin II André Matzk Ingolf Rasch Raik Hannemann Lars Hinneburg    | 3:27,83 min  | SC DHfK Leipzig Michael Körner Nils Hecker Döpel Uwe Schnabel     | 3:28,68 min  |
| 4 × 200 m Freistil  | SC Dynamo Berlin André Matzk Dirk Bludau Lars Hinneburg Raik Hannemann            | 7:29,28 min  | ASK Vorwärts Potsdam Uwe Daßler Carsten Schulz Mirko Erdmann Jörg Hoffmann    | 7:34,72 min  | SC Chemie Halle Steffen Ließ Karsten Drobny Stefan Rothe Uwe Böer | 7:36,40 min  |
| 4 × 100 m Lagen     | SC Dynamo Berlin I Michael Marcinkowski Christian Poswiat Umlauft Sven Lodziewski | 3:49,65 min  | SC Dynamo Berlin II Steffen Gröhst Ralf Buttgereit Jan Hensler Matthias Lutze | 3:51,64 min  | SC DHfK Leipzig Jankowski Ralph Färber Thomas Dreßler Döpel       | 3:53,07 min  |

## Damen
| Wettbewerb          | Gold                                                                             | Gold        | Silber                                                                       | Silber      | Bronze                                                                      | Bronze      |
| 050 m Freistil      | Daniela Hunger SC Dynamo Berlin                                                  | 25,81 s     | Katrin Meißner SC Dynamo Berlin                                              | 25,82 s     | Kristin Otto SC DHfK Leipzig                                                | 26,15 s     |
| 100 m Freistil      | Kristin Otto SC DHfK Leipzig                                                     | 55,82 s     | Manuela Stellmach SC Dynamo Berlin                                           | 56,07 s     | Heike Friedrich SC Karl-Marx-Stadt                                          | 56,13 s     |
| 200 m Freistil      | Heike Friedrich SC Karl-Marx-Stadt                                               | 1:59,70 min | Manuela Stellmach SC Dynamo Berlin                                           | 1:59,79 min | Astrid Strauß TSC Berlin                                                    | 1:59,89 min |
| 400 m Freistil      | Astrid Strauß TSC Berlin                                                         | 4:08,68 min | Heike Friedrich SC Karl-Marx-Stadt                                           | 4:09,41 min | Manuela Stellmach SC Dynamo Berlin                                          | 4:11,21 min |
| 800 m Freistil      | Astrid Strauß TSC Berlin                                                         | 8:28,07 min | Anke Möhring SC Magdeburg                                                    | 8:28,40 min | Katja Hartmann ASK Vorwärts Potsdam                                         | 8:34,01 min |
| 100 m Brust         | Silke Hörner SC DHfK Leipzig                                                     | 1:09,60 min | Sylvia Gerasch SC Dynamo Berlin                                              | 1:09,87 min | Annett Rex TSC Berlin                                                       | 1:11,32 min |
| 200 m Brust         | Silke Hörner SC DHfK Leipzig                                                     | 2:30,61 min | Sylvia Gerasch SC Dynamo Berlin                                              | 2:31,23 min | Susanne Börnike ASK Vorwärts Potsdam                                        | 2:33,99 min |
| 100 m Schmetterling | Birte Weigang SC Turbine Erfurt                                                  | 59,47 s     | Kristin Otto SC DHfK Leipzig                                                 | 1:00,96 min | Sabina Schulze SC DHfK Leipzig                                              | 1:01,77 min |
| 200 m Schmetterling | Birte Weigang SC Turbine Erfurt                                                  | 2:10,64 min | Kathleen Nord SC Magdeburg                                                   | 2:12,99 min | Sabine Gantzkow SC Dynamo Berlin                                            | 2:14,34 min |
| 100 m Rücken        | Kathrin Zimmermann SC Karl-Marx-Stadt                                            | 1:02,49 min | Kristin Otto SC DHfK Leipzig                                                 | 1:02,60 min | Cornelia Sirch SC Turbine Erfurt                                            | 1:02,84 min |
| 200 m Rücken        | Cornelia Sirch SC Turbine Erfurt                                                 | 2:12,36 min | Kathrin Zimmermann SC Karl-Marx-Stadt                                        | 2:12,45 min | Marion Sperka SC Empor Rostock                                              | 2:15,65 min |
| 200 m Lagen         | Cornelia Sirch SC Turbine Erfurt                                                 | 2:15,71 min | Kathleen Nord SC Magdeburg                                                   | 2:16,53 min | Daniela Hunger SC Dynamo Berlin                                             | 2:16,59 min |
| 400 m Lagen         | Kathleen Nord SC Magdeburg                                                       | 4:45,71 min | Cornelia Seithe TSC Berlin                                                   | 4:48,96 min | Daniela Hunger SC Dynamo Berlin                                             | 4:48,99 min |
| 4 × 100 m Freistil  | SC Dynamo Berlin Daniela Hunger Katrin Meißner Kerstin Kielgaß Manuela Stellmach | 3:45,85 min | SC DHfK Leipzig Sabina Schulze Kristin Otto Peggy Jähnichen Schwarz          | 3:49,70 min | SC Magdeburg Silvia Krummholz Grimm Anke Möhring Kathleen Nord              | 3:52,92 min |
| 4 × 200 m Freistil  | SC Dynamo Berlin Kerstin Kielgaß Manuela Stellmach Jessica Reim Katrin Meißner   | 8:14,48 min | SC Chemie Halle Grit Richter Nadja Bergknecht Heike Harzer Dagmar Hase       | 8:17,62 min | SC Empor Rostock Peggy Büchse Marion Sperka Anja Eichhorst Regina Dittmann  | 8:19,92 min |
| 4 × 100 m Lagen     | SC DHfK Leipzig Kristin Otto Silke Hörner Christiane Sievert Sabina Schulze      | 4:10,18 min | SC Dynamo Berlin Andrea Kutz Sylvia Gerasch Daniela Hunger Manuela Stellmach | 4:10,67 min | SC Turbine Erfurt Cornelia Sirch Grit Sykora Birte Weigang Kornelia Greßler | 4:19,13 min |

## Medaillenspiegel

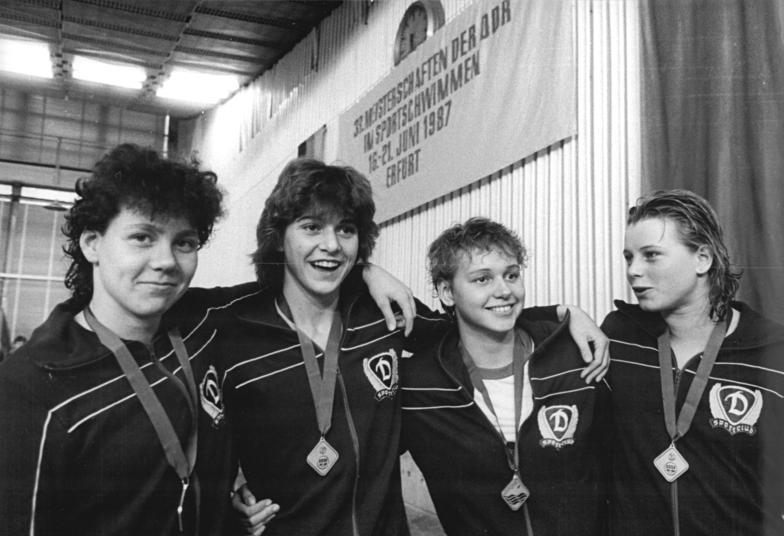
Sieger 4 × 200 m Freistil der Damen
SC Dynamo Berlin (Jessica Reim, Katrin Meißner, Manuela Stellmach, Kerstin Kielgaß)

| Platz | Verein                        | Verein               | Gold | Silber | Bronze | Total |
| ----- | ----------------------------- | -------------------- | ---- | ------ | ------ | ----- |
| 01    | Logo vom SC Dynamo Berlin     | SC Dynamo Berlin     | 100  | 120    | 120    | 34    |
| 02    |                               | SC DHfK Leipzig      | 6    | 4      | 5      | 15    |
| 03    | Logo vom SC Turbine Erfurt    | SC Turbine Erfurt    | 4    | 2      | 3      | 09    |
| 04    | Logo vom ASK Vorwärts Potsdam | ASK Vorwärts Potsdam | 3    | 5      | 2      | 10    |
| 05    | Logo vom SC Magdeburg         | SC Magdeburg         | 2    | 4      | 1      | 07    |
| 06    | Logo vom SC Karl-Marx-Stadt   | SC Karl-Marx-Stadt   | 2    | 3      | 1      | 06    |
| 07    | Logo vom TSC Berlin           | TSC Berlin           | 2    | 1      | 3      | 06    |
| 08    | Logo vom SC Einheit Dresden   | SC Einheit Dresden   | 2    | –      | 1      | 03    |
| 09    | Logo vom SC Empor Rostock     | SC Empor Rostock     | 1    | –      | 2      | 03    |
| 10    | Logo vom SC Chemie Halle      | SC Chemie Halle      | –    | 1      | 2      | 03    |
|       | Total                         | Total                | 32   | 32     | 32     | 96    |